# Galaxie spirale de grand style

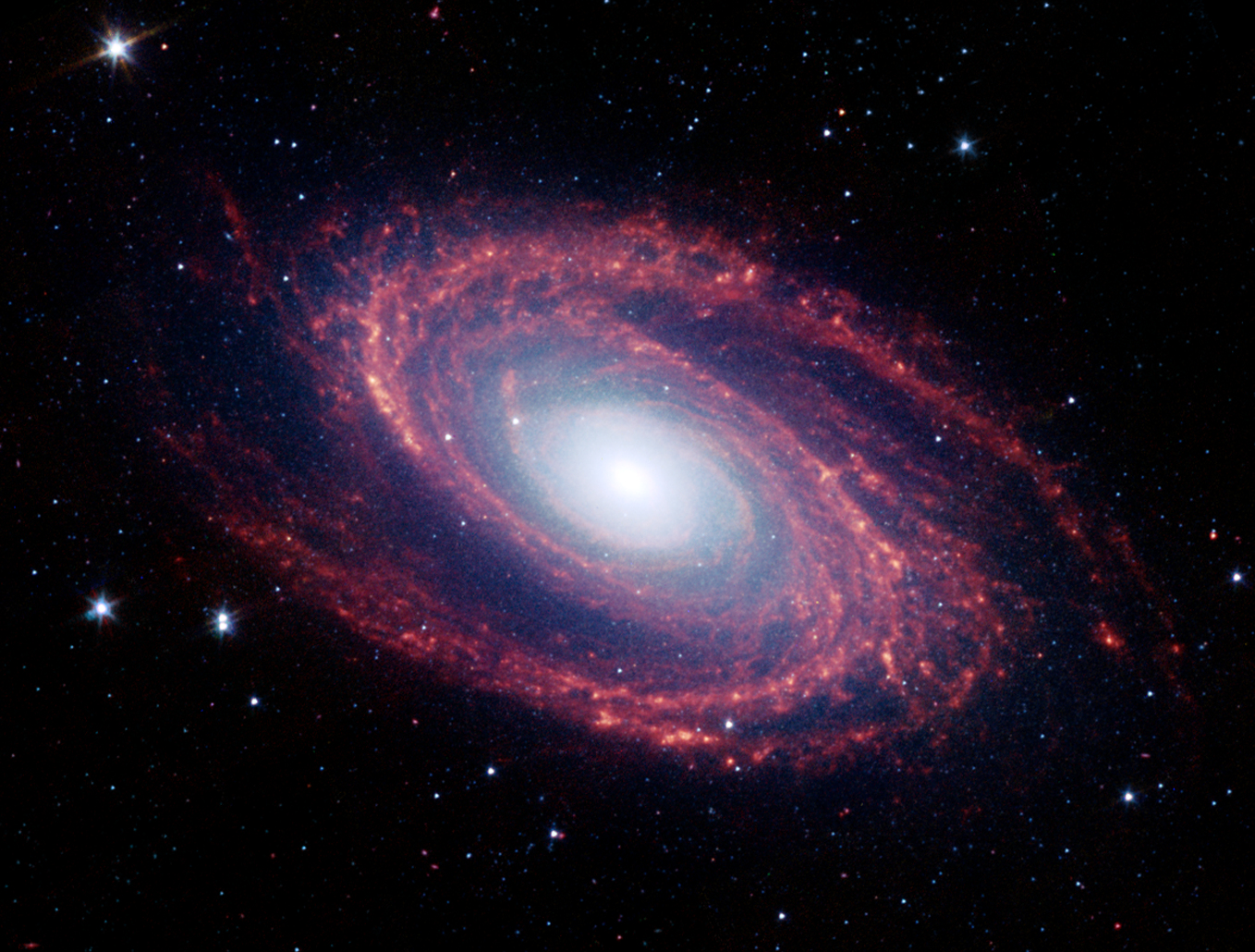
Image de la galaxie spirale de grand style M81, réalisée par le télescope spatial Spitzer.

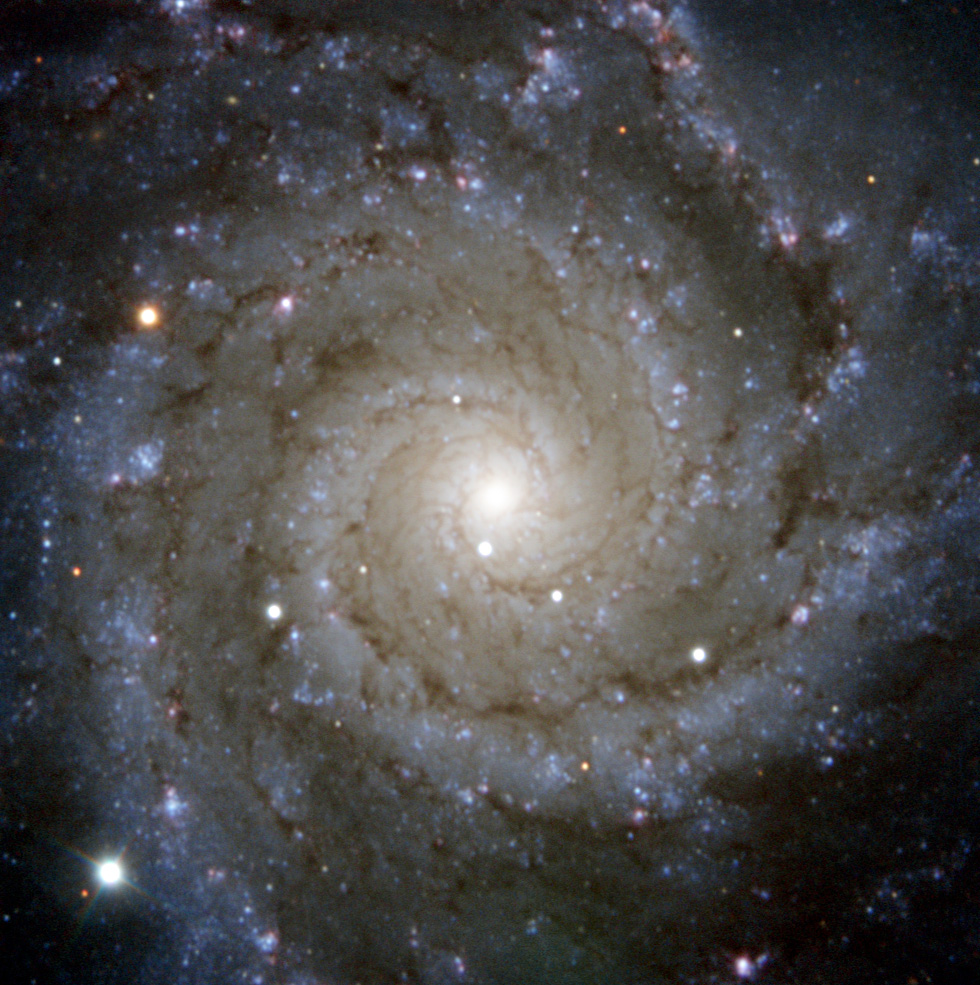
M74, une autre galaxie spirale de grand style.

Une galaxie spirale de grand style (grand design spiral galaxy) est un type de galaxie spirale avec des bras spiraux importants et bien définis. Elle se distingue ainsi de la galaxie spirale cotonneuse, qui possède des caractéristiques structurales plus subtiles. Les bras spiraux d'une galaxie spirale de grand style s'étendent clairement autour de la galaxie sur plusieurs radians et peuvent être observés jusqu'à une bonne distance du noyau.
Environ 10 % des galaxies spirales sont de grand style, dont M81, M51, M74, M100 et M101.

## Formation
Les modèles les plus utilisés pour expliquer la formation et la structure des galaxies spirales de grand style sont ceux faisant intervenir la théorie des ondes de densité. Selon ces derniers, les bras spiraux sont créés à l'intérieur d'ondes de densité tournant autour de la galaxie à des vitesses différentes de celles des étoiles du disque. Les étoiles sont prises dans ces ondes par attraction gravitationnelle, bien que leur position dans un bras spiral spécifique ne soit pas nécessairement permanente.